# Ackera Nugent
Ackera Nugent (* 29. April 2002 in Kingston) ist eine jamaikanische Hürdenläuferin, die sich auf den 100-Meter-Hürdenlauf spezialisiert hat und aktuell Inhaberin des Landesrekordes ist.

## Sportliche Laufbahn
Erste internationale Erfahrungen sammelte Ackera Nugent bei den CARIFTA Games 2018 in Nassau, als sie in 13,35 s die Silbermedaille in der U18-Altersklasse gewann. Anschließend startete sie bei den Olympischen Jugendspielen in Buenos Aires und gewann dort die Bronzemedaille. Zudem wurde sie bei den U20-Weltmeisterschaften in Tampere mit der jamaikanischen 4-mal-100-Meter-Staffel im Vorlauf disqualifiziert. Im Jahr darauf siegte sie in 13,24 s bei den CARIFTA Games in George Town in der U20-Altersklasse und siegte in 44,25 s mit der Staffel. Anschließend gewann sie bei den U18-NACAC-Meisterschaften in Santiago de Querétaro in 13,50 s die Silbermedaille im Hürdenlauf und siegte in 45,02 s mit der Staffel. Zudem siegte sie in 13,37 s bei den U20-Panamerikameisterschaften in San José. 2020 begann sie ein Studium an der Baylor University und wechselte später an die University of Arkansas in den Vereinigten Staaten. Im Jahr darauf siegte sie in 13,64 s bei den U20-NACAC-Meisterschaften in San José und anschließend in 12,95 s bei den U20-Weltmeisterschaften in Nairobi. 2023 wurde sie NCAA-Collegemeisterin im 60-Meter-Hürdenlauf sowie über 100 Meter Hürden und startete im August bei den Weltmeisterschaften in Budapest und belegte dort in 12,61 s im Finale den fünften Platz. Im Jahr darauf erreichte sie bei den Olympischen Sommerspielen in Paris das Finale, kam dort aber nicht ins Ziel. Anschließend wurde sie bei der Athletissima in 12,38 s Dritte und siegte in 12,29 s beim Memoriał Kamili Skolimowskiej sowie mit neuem Landesrekord von 12,24 s bei der Golden Gala. Im September siegte sie in 12,55 s beim Hanžeković Memorial und wurde beim Memorial Van Damme in 12,55 s Dritte.
2025 erreichte sie bei den Hallenweltmeisterschaften in Nanjing das Finale über 60 m Hürden und gewann dort in 7,74 s die Bronzemedaille hinter der Bahamaerin Devynne Charlton und Ditaji Kambundji aus der Schweiz.
2024 wurde Nugent jamaikanische Meisterin im 100-Meter-Hürdenlauf.

## Persönliche Bestzeiten
- 100 Meter: 11,09 s (+1,6 m/s), 27. Mai 2021 in College Station
  - 60 Meter (Halle): 7,20 s, 25. Februar 2023 in Fayetteville
- 200 Meter: 23,10 s (+1,2 m/s), 14. April 2023 in Gainesville
- 100 m Hürden: 12,24 s (−0,4 m/s), 13. Mai 2023 in Baton Rouge (jamaikanischer Rekord)
  - 60 m Hürden (Halle): 7,72 s, 10. März 2023 in Albuquerque (jamaikanischer Rekord)